# Greatest Hits and Black Beauties
Greatest Hits and Black Beauties è un album degli L.A. Guns composto da versioni differenti di vecchie canzoni della band. È stato pubblicato nel mese di novembre 1999.

## Tracce
1. Bricks
2. One More Reason
3. Ritual
4. Electric Gypsy
5. No Mercy
6. Sex Action
7. Rip N Tear
8. Disbelief
9. Ballad Of Jayne
10. Time
11. Heartful Of Soul (Yardbirds Cover)
12. 3 Minute Atomic Egg
13. One More Reason (Julian Beeston Remix)
14. Sex Action (Intra-Venus Remix)

## Formazione
- Phil Lewis - voce
- Tracii Guns - chitarra
- Mick Cripps - chitarra
- Kelly Nickels - basso
- Steve Riley - batteria